# Horst Schuller Anger

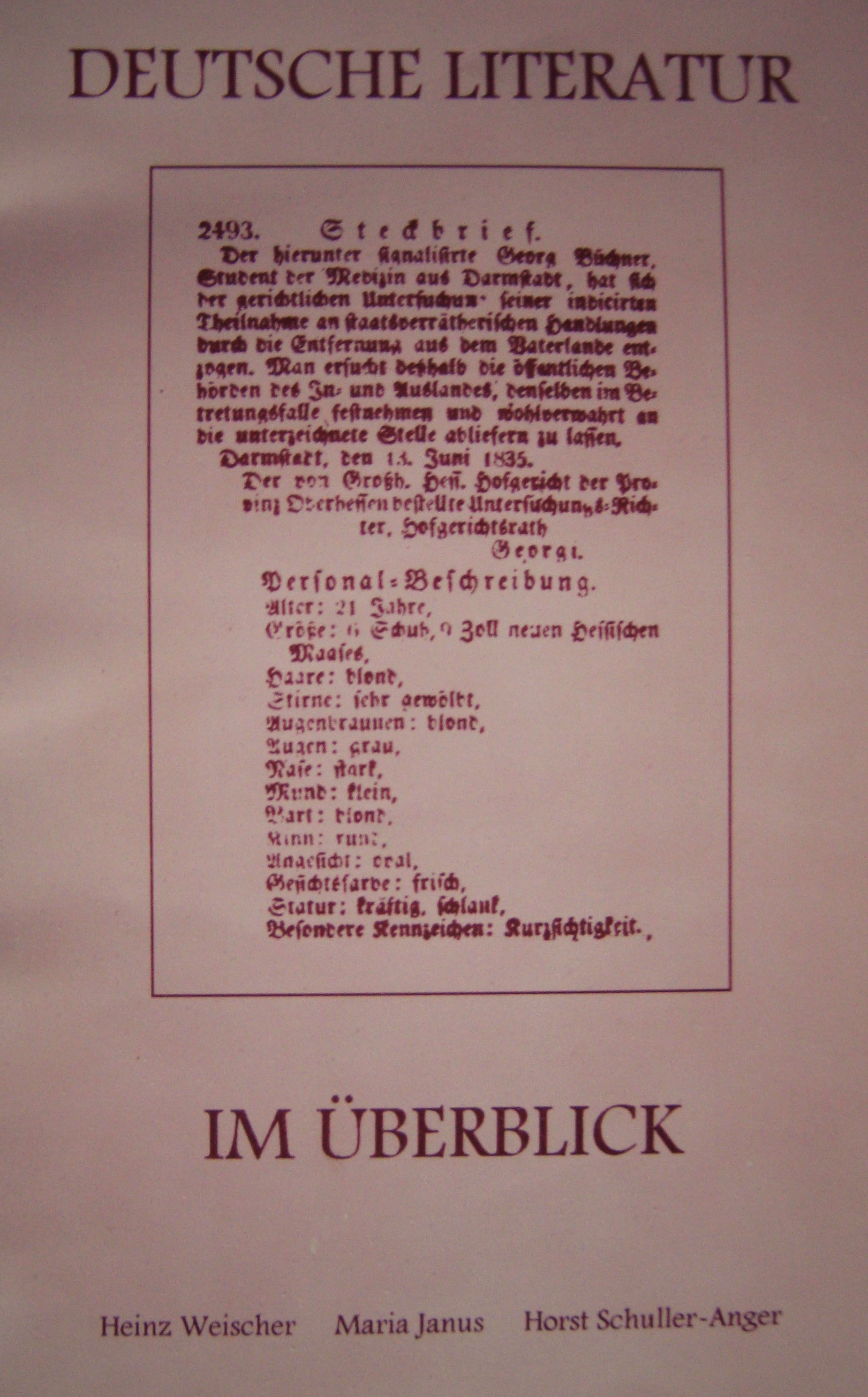
"Deutsche Literatur im Überblick" (1996), cu Heinz Weischer și Maria Ianuș

Horst Schuller Anger (n. 13 august 1940, Moșna, județul Sibiu – d. 25 iulie 2021, Heidelberg) a fost un filolog și jurnalist german (sas) din România.
După terminarea gimnaziului la Sighișoara, Horst Schuller Anger a studiat între 1957 și 1962 filologie germanistică și romanistică la Universitatea Babeș-Bolyai din Cluj.
A fost apoi profesor de limbă germană, iar după 1968 a fost redactor responsabil cultural la ziarul de limba germană Karpatenrundschau  din Brașov. Activitatea sa publicistică s-a concentrat mai ales pe teme culturale, literare și istorice la acest ziar, dar și la alte publicații (de exemplu Neue Literatur).
În 1984 a obținut doctoratul la Universitatea din București.
Din 1990 a fost numit profesor la secția de germanistică a Universității Lucian-Blaga din Sibiu, iar din 1999 a devenit șef de catedră.
S-a ocupat de publicarea operelor unor scriitori germani din Transilvania (Michael Königes, Friedrich Wilhelm Schuster, Georg Maurer). A scos de asemenea o antologie de poezii în dialectul săsesc.

## Lucrări
- Vill Sprochen än der Wält. Dichtung im Dialekt (Multe graiuri sunt în lume. Antologie de poeți populari), redactat de Horst Schuller Anger, autori: Erhard Antoni, Georg Baku, Michael Barner, Anni Barthelmie, Daniel Bayer, Maria Beckert, Frieda Binder, Anni Böhm, Simon Gottlieb Brandsch, Heinrich E. Bretz, Adelheid Elst, Joseph Filtsch, Maria Gierlich-Gräf, Ernst Gyöngyösi, Doris Hutter, Viktor Kästner, Hedwig Kellner, Elisabeth Kessler, Oswald Kessler, Hermann Klein, Hermine Kloos, Gerhardt Hermann Klöss, Georg Kraus, Rosa Kraus, Christian Lang, Susanna Löprich, Josef Marlin, Rudolf Martini, Wilhelm Meitert, Richard Mildt, Walter Plajer, Michael Reisenauer, Michael Risch, Katharina Schmidt, Friedrich Schuster, Johann Seiverth, Walther Seydner, Katharina Thudt, Grete Welther, Petrus Windt; Editura Dacia, Cluj-Napoca, 1988[5]
- Kontakt und Wirkung. Literarische Tendenzen in der siebenbürgischen Kulturzeitschrift Klingsor, Editura Kriterion, București, 1994 [6], Editura Böhlau-Verlag GmbH,februarie 1997.

## Editări
- Briefe eines Reisenden durch Siebenbürgen (de Johann Karl Schuller, volum editat de Horst Schuller Anger), editura Nicolai, Berlin, 1995, ISBN 3875845552
- Lebenszeit und Lebensnot: Erlebnisbericht eines Siebenbürger Sachsen über die Verschleppung in die Sowjetunion (de Walter Peter Plajer; volum cu prefața și editat de Horst Schuller Anger), Editura Südostdeutsches Kulturwerk, München, 1996, ISBN 3883561002

## Premii
- Premiul Uniunii Scriitorilor din România pentru volumul Kontakt und Wirkung. Literarische Tendenzen in der siebenbürgischen Kulturzeitschrift Klingsor (1994).[7]